# Майкл Коллінз (дипломат)
Майкл Коллінз (англ. Michael Collins) (25 червня 1953) — ірландський дипломат. Надзвичайний і Повноважний посол Ірландії в Чехії та в Україні за сумісництвом (1999-2001). Надзвичайний і Повноважний посол Ірландії в Німеччині (з 2013).

## Життєпис
Народився 25 червня 1953 року у Дубліні і здобув освіту в коледжі Блекрок і Трініті коледжі в Дубліні.
Він вступив на дипломатичну службу як третій секретар у 1974 році. До приїзду в Берліні посол Коллінз служив протягом шести років, як посол Ірландії в США. Як посол США, посол Коллінз сильно зосереджений на підтримці ірландської спільноти, а також ірландського бізнесу і економічного розвитку. Він також говорив екстенсивно про сучасну Ірландію, Європу і про мирний процесі в Північній Ірландії. Посол Коллінз був названий «Дипломат року» Радою з міжнародних відносин в Лос-Анджелесі в травні 2008 року і був удостоєний в 2013 році премії американського фонду державної служби Ірландії за внесок в розвиток відносин між Ірландією і Сполученими Штатами. Його робота як посла була також високо оцінена президентом Обамою в Білому домі в березні 2013 року.
До свого призначення в Вашингтон посол Коллінз працював протягом шести років у міністерстві закордонних справ як другий генеральний секретар у Департаменті прем'єр-міністра Ірландії. На цій посаді він працював у тісному співробітництві з тодішнім Прем'єр-міністр Ірландії, прем'єр-міністром Блером і політичними партіями Північної Ірландії по мирному процесу в Північній Ірландії. У період з 2001 по 2007 рік він був учасником всіх найважливіших подій мирного процесу, який завершився з Andrews угоди 2006 і переформуванням в Північній Ірландії виконавчої влади 8 травня 2007.
Свого часу в кабінеті Прем'єр-міністра Ірландії посол Коллінз також був відповідальним за питання Європейського Союзу, в тому числі під час головування Ірландії в ЄС в 2004 році, а також в ООН і міжнародних справах. Він був також членом Ради Королівської Ірландської академії (з міжнародних справ). Він здійснив ряд великих поїздок по просуванню торгівлі в Китаї (2005), Індії (2006) і в Перській затоці (2007).
Посол Коллінз був послом Ірландії в Саудівській Аравії з (1995—1999), під час якого він був також посол Ірландії в Бахрейн, Кувейт, Оман, Катар і Об'єднані Арабські Емірати.
У 1999—2001 рр. — Надзвичайний і Повноважний посол Ірландії в Чехії та в Україні за сумісництвом
Посол Коллінз служив радником посольства у Вашингтоні (1993—1995), першим секретарем Генерального консульства в Нью-Йорку (1982—1986) і третім секретарем Посольства у Римі (1975—1977).
Посол Коллінз був глава прес і прес-секретар міністерства закордонних справ з 1990 по 1993 рік. Під час служби в Дубліні в кінці 1980-х років, він також працював з міжнародних питань контролю над озброєнням та роззброєнням і представляв Ірландію на численних міжнародних зустрічах, у тому числі при Організації Об'єднаних Націй в Нью-Йорку і на Міжнародній конференції з роззброєння і розвитку в 1989 році.